# Initial D Second Stage: Taipingu Kantō Saisoku Purojekuto
Initial D Second Stage: Taipingu Kantō Saisoku Purojekuto (頭文字D Second Stage ~タイピング関東最速プロジェクト~?) es un videojuego de mecanografía desarrollado y publicado por E Frontier para Microsoft Windows y Mac OS. Fue lanzado el 24 de agosto de 2001.  Una versión de bajo precio fue lanzada el 24 de marzo de 2006. Está basado en el anime y manga Initial D. Es la secuela de Initial D: Takahashi Ryōsuke no Taipingu Saisoku Riron.

## Batallas

### ETAPA 1: AE86 de Takumi Fujiwara VS CN9A de Seiji Iwaki
Kyoichi Sudo del equipo Lancer Evo "Emperor", que nunca había tratado con máquinas obsoletas, se entera de que el Hachiroku de Akina detuvo el récord de victorias del carismático Ryosuke Takahashi de Gunma, quien una vez perdió en una batalla. Kyoichi, con el objetivo de conquistar completamente el área de Gunma, envió al Seiji Iwaki de Equipo No. 2  contra el Hachiroku.

### ETAPA 2: AE86 de Takumi Fujiwara VS CE9A de Kyoichi Sudo
Aunque Kiyoji Iwaki perdió ante Hachiroku en Akina's Downhill, el líder Kyoichi Sudo no se dio por vencido en conquistar por completo el área de Gunma. Kyoichi trama un enfrentamiento con el Hachiroku en Akagi antes del enfrentamiento con el equipo más rápido de Gunma, "Akagi Red Suns".
Por otro lado, Takumi, quien fue testigo de la impactante verdad sobre Natsuki Motegi, abordó solo a Akagi en busca de una salida para su frustración.

### ETAPA 3: FD3S de Keisuke Takahashi VS CN9A de Seiji Iwaki
Habiendo ganado la batalla con Hachiroku, aunque con un golpe de motor, el "Emperor" finalmente ha avanzado a la conquista completa del área de Gunma. La primera batalla entre el último bastión de Gunma, Red Suns, que lleva las expectativas de los corredores, y Emperor, que está a punto de conquistar por completo a Gunma, es Hill Climb. FD de Keisuke Takahashi de los Red Suns, Evo IV de Iwaki Seiji de los Emperor. La batalla del espíritu de lucha finalmente comienza.
- Una escena de batalla que no se dibujó en detalle en el original se instala como una nueva película.

### ETAPA 4: FC3S de Ryosuke Takahashi VS CE9A de Kyoichi Sudo
Kyoichi Sudo, cuya única estética es la racionalidad. Kyoichi eligió un sistema de fallas y 4WD. Si el oponente está parejo en técnica, Kyoichi se prepara para una batalla que seguramente le dará una ventaja.

### ETAPA 5: AE86 de Takumi Fujiwara VS AE86 de Wataru Akiyama
Takumi no puede poseer completamente el Hachiroku, que tiene un nuevo motor. Dice Bunta. "Girando exactamente a 1.1000 rpm..." Wataru, que manipula el turbo atornillado Hachiro Klevin, y Takumi, que manipula el Hachiroku Trueno afinado con mechas. Dos Hachiroku con diferentes enfoques de afinación. Esta batalla que el mismo Hachiroku no puede perder.